# 32. SS-Freiwilligen-Grenadier-Division 30. Januar
De 32. SS-Freiwilligen-Grenadier-Division 30. Januar was een divisie van de Waffen-SS. De kern van deze divisie bestond uit personeel en leerlingen van verschillende trainingsscholen. Ze was uitsluitend actief aan het oostfront. Tijdens de gevechten bij Halbe werd de divisie volledig vernietigd. De naam van deze divisie verwijst niet alleen naar de datum van haar oprichting, maar ook naar de machtsovername van Hitler in 1933.

## Ontstaan en vorming
Begin januari 1945 beval Reichsführer-SS Heinrich Himmler de oprichting van een nieuwe SS-divisie. Oorspronkelijk wilde hij een nieuwe Panzer-Grenadier-Division oprichten, maar wegens het gebrek aan zware wapens, voertuigen en brandstof werd de nieuwe eenheid een Grenadier-Division. Zoals gebruikelijk in deze fase van de oorlog was de 32. SS-Freiwilligen-Grenadier-Division 30. Januar sterk onderbemand.
Het enige regiment met gevechtservaring was het 86. SS-Freiwilligen-Grenadier-Regiment “Schill”. Dit regiment had geholpen om de Slowaakse Opstand in november 1944 neer te slaan. De twee andere regimenten werden gevormd door nieuwe rekruten, instructeurs en personeelsleden van de opleidingsscholen.
Bij de Waffen-SS ontvingen nieuwe rekruten hun opleiding in trainingsbataljons, de zogenaamde Ausbildungs- und Ersatz-Bataljon. In deze eenheden kregen de nieuwelingen een basistraining en daarna leerden ze samenwerken op pelotons- en compagnieniveau. Veelbelovende rekruten kregen een gespecialiseerde opleiding tot scherpschutter, tankchauffeur, enz… Na hun opleiding werden de rekruten naar verschillende fronteenheden overgeplaatst. Deze Ausbildungs- und Ersatz-Bataljons lagen meestal ver achter de frontlijn, maar in januari 1945 naderde de frontlijn de grenzen van het Duitse rijk.

## Krijgsgeschiedenis
Op 30 januari 1945 nam de 32. SS-Freiwilligen-Grenadier-Division als onderdeel van het 5. SS-Freiwilligen-Gebirgskorps verdedigingsposities in rond Frankfurt (Oder). Toen op 16 april 1945 de aanval van het 1e Wit-Russische Front op de Seelöwen Hoogte van start ging, werd de “30. Januar” na een felle verdediging teruggeslagen. De terugtocht ontaardde in een wilde vlucht. De restanten van de divisie werden samen met het 9e Leger omsingeld in de Halbe-pocket en vernietigd. Slechts een handvol overlevenden wist de omsingeling te doorbreken en gaf zich over aan de Amerikanen.

## Commandanten[2][3][1]
| Rang                                    | Naam                | Begin            | Eind                    |
| --------------------------------------- | ------------------- | ---------------- | ----------------------- |
| SS-Standartenführer der Waffen-SS       | Johannes Mühlenkamp | 30 januari 1945  | 5 februari 1945         |
| SS-Standartenführer d. R. der Waffen-SS | Joachim Richter     | 5 februari 1945  | 17 februari 1945        |
| SS-Oberführer der Reserve (W-SS)        | Adolf Ax            | 17 februari 1945 | 15 maart 1945           |
| SS-Standartenführer der Waffen-SS       | Hans Kempin         | 15 maart 1945    | 7 mei 1945 - 8 mei 1945 |

## Gebied van operatie
- Januari 1945 – mei 1945: Berlijn

## Samenstelling
- 86.SS-Freiwilligen-Grenadier-Regiment
- 87.SS-Freiwilligen-Grenadier-Regiment
- 88.SS-Freiwilligen-Grenadier-Regiment
- 32.SS-Freiwilligen-Artillerie-Regiment
  - 32.Waffen-SS-Panzerjäger-Abteilung
  - 32.Waffen-SS-Füsilier-Abteilung
  - 32.Waffen-SS-Flak-Abteilung
  - 32.Waffen-SS-Pioneer-Abteilung
  - 32.Waffen-SS-Nachrichten-Abteilung
  - 32.Waffen-SS-Feldersatz-Bataillon

## Houders van het Ridderkruis van het IJzeren Kruis
In deze divisie waren er geen houders van het Ridderkruis van het IJzeren Kruis.